# RBG-Baureihe VT 515-U
Die Baureihe VT 515-U der Regentalbahn sind auf dieselelektrischen Antrieb umgebaute ehemalige Akkumulatortriebwagen der Baureihe 515, ursprünglich ETA 150, der Deutschen Bundesbahn (DB).

## Geschichte
Um 1994 war die Regentalbahn bestrebt, die von ihr zu befahrenden Nebenstrecken von Zwiesel nach Bodenmais und Grafenau mit preisgünstigen und langlebigen (Gebraucht-)Triebwagen durchzuführen, die jedoch ohne eine längere Wartezeit zu beschaffen waren, um schnellstmöglich eingesetzt werden zu können. Sie stieß im Rahmen dieses Vorhabens auf die von der Deutschen Bundesbahn abgestellten Triebwagen der Baureihe 515, den einstigen Nachfolgern der ersten DB-Akkumulatortriebwagen der Reihe ETA 176/BR 517. Aufgrund der fehlenden Ladeinfrastruktur zur Wartung eines Akkufahrzeugs wurde kurzerhand beschlossen, die Akkumulatoren durch eine Dieselmotor-Generatorkombination zu ersetzen.
Die umgebauten Triebwagen wurden zwischen 1994 und 1998 auf den sogenannten Waldbahn-Strecken des Bayerischen Waldes rund um den „Bahnhof Zwiesel“ eingesetzt. 
Mehr Akkumulatortriebwagen als diese beiden Exemplare wurden jedoch nicht umgebaut, da sich in den Jahren seit 1997 die Gelegenheit bot, ähnlich günstige Neubau-Leichttriebwagen zu beschaffen. Die Wahl fiel auf den Regio-Shuttle RS1 von Adtranz.
Nach einer längeren Übergangsphase, in der die ehemaligen Akkufahrzeuge vor der Ankunft aller Regio-Shuttle-Triebwagen sowie in deren Störungsperioden eingesetzt wurden, standen sie die meiste Zeit auf dem Abstellgleis, bis die Sächsisch-Böhmische Eisenbahngesellschaft (SBE) auf sie aufmerksam wurde und diese langfristig von der RBG anmietete, welche die beiden Einzelexemplare blau lackierte und als Baureihe 686 bezeichnete, die Anschriften lauten VT 41 und VT 42. Durch die SBE wurde auch eine Hauptuntersuchung durchgeführt. Triebwagen 41 erhielt am 10. Juni 2005 von Oberbürgermeister Gerd Arnold seine Taufe auf den Namen „Stadt Zittau“.
Die Triebwagen wurden bis 2011 von der SBE auf der „Mandaubahn“ Seifhennersdorf–Zittau-Liberec eingesetzt.
Danach waren beide Triebwagen am Bahnbetriebswerk Zittau abgestellt. Nach der durch die SBE verlorenen Ausschreibung für die Strecke der „Mandaubahn“ wurden beide Fahrzeuge nicht mehr reaktiviert. 2012 wurden die beiden Triebwagen an die Schienenflotte GmbH aus Hannover verkauft. Es war dort geplant, bei einem Fahrzeug den Antrieb auf Basis einer Wasserstoffbrennzelle umzubauen. Am 25. April 2013 wurde der VT 42 abtransportiert, nachdem bereits am 16. April 2013 Probefahrten nach Ebersbach stattfanden. Dieser Triebwagen wird seit dem 19. Mai 2013 der Bahnstrecke Rinteln–Stadthagen eingesetzt, der VT 41 stand 2016 weiterhin defekt in Zittau.

## Umbau
Die beiden ehemaligen DB-Triebwagen 515 511 und 523 wurden bei diesem Umbau zur neu geschaffenen Baureihe VT 515-U und trugen im Einzelnen die Bezeichnungen VT 9 und VT 10. Die Fahrmotoren wurden beibehalten und fortan von einem etwas stärkeren Dieselmotor mit Generator angetrieben.
Aus wagenbaulicher Sicht gesehen wurden Mitteleinstieg, Einstiegs- und Innentüren sowie die Fenster entfernt. Türen und Fenster wurden durch neuere in geänderter Anordnung ersetzt. Zusätzlich modernisierte man die elektronischen Bereiche der Triebwagen und modifizierte in diesem Zuge auch die Führerstände samt Frontscheibe.
Oftmals kritisiert wurde, dass die komfortablen, mit Kunstleder bezogenen Sitze des ETA 150 durch einfache, mit Stoff bezogene Universalsitze ausgetauscht wurden.

## Verbleib
Der VT 41 „Zittau“ (686 001) konnte Anfang 2023 auf dem Gelände der Verkehrsbetriebe Grafschaft Hoya (VGH) in Hoya angetroffen werden.
Der VT 42 wird seit 2017 auf der Verden-Walsroder Eisenbahn eingesetzt.